# Рабочий посёлок Центральный
Рабочий посёлок Центральный — городское поселение в Володарском районе Нижегородской области.
Административный центр — посёлок городского типа Центральный.

## История
Городское поселение Рабочий посёлок Центральный образовано Законом Нижегородской области от 15 июня 2004 года № 60-З «О наделении муниципальных образований — городов, рабочих посёлков и сельсоветов Нижегородской области статусом городского, сельского поселения» установлены статус и границы муниципального образования.
По территории поселения протекает река Люлих, здесь располагаются озеро Инженерное, а также памятники природы: «Озера Светлые, озеро Еловое и окружающий их болотный массив», «Болото Варех и озеро Варех» (частично), «Болото Сумино (включая болото Малое Сумино)» (частично). 

## Население
| 2002  | 2008  | 2009  | 2010  | 2011  | 2012  | 2013  |
| ----- | ----- | ----- | ----- | ----- | ----- | ----- |
| 3870  | ↗3999 | ↘3674 | ↘3289 | ↗3290 | ↗3301 | ↘3227 |
| 2014  | 2015  | 2016  | 2017  | 2018  | 2019  | 2020  |
| ↘3105 | ↘3063 | ↗3117 | ↗3194 | ↗3222 | ↘3190 | ↗3197 |
| 2021  |       |       |       |       |       |       |
| ↘1822 |       |       |       |       |       |       |

## Состав городского поселения
| № | Населённый пункт | Тип населённого пункта                          | Население |
| - | ---------------- | ----------------------------------------------- | --------- |
| 1 | Инженерный       | посёлок                                         | ↗255      |
| 2 | Центральный      | посёлок городского типа, административный центр | ↘1567     |